# Bias de Priene

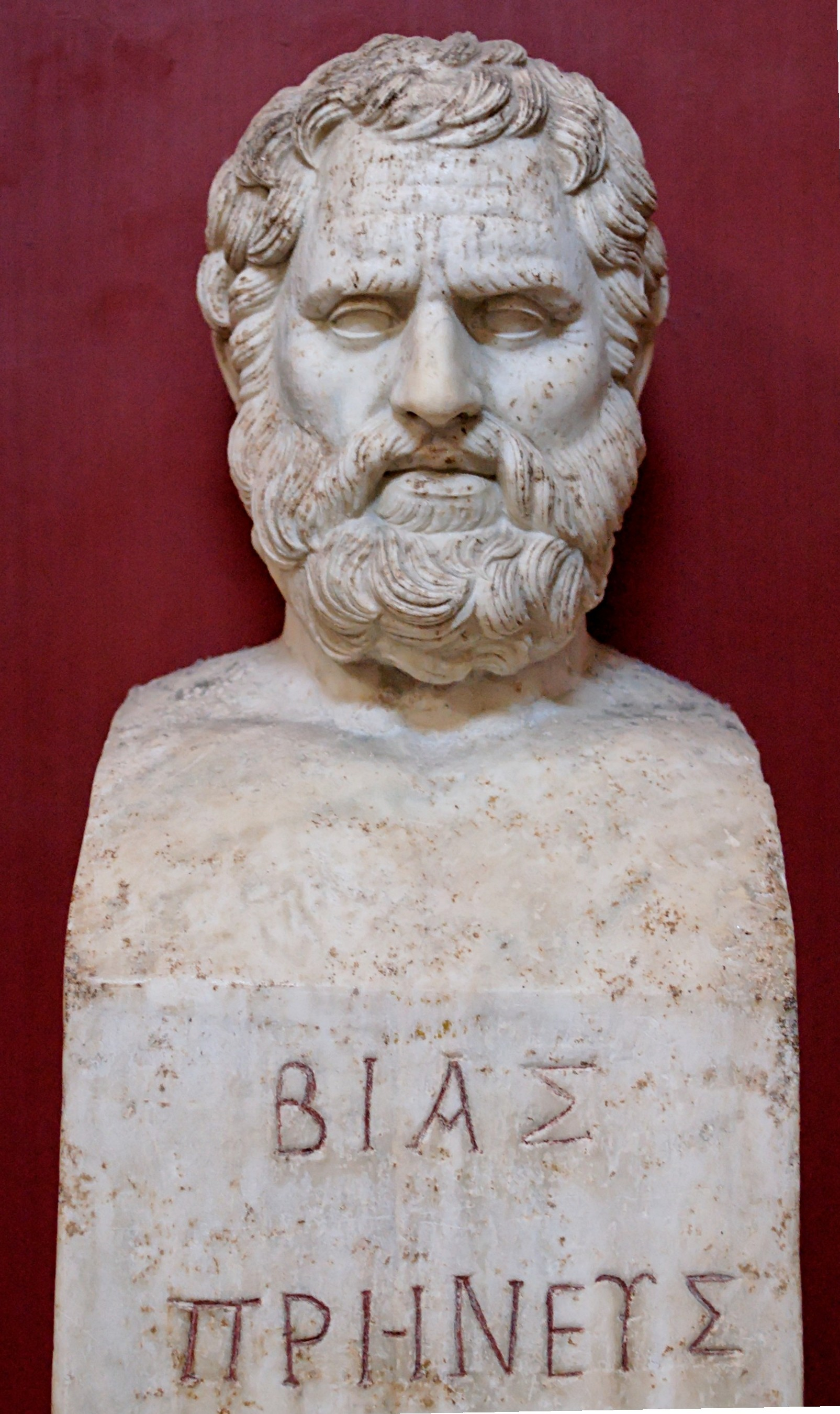
Bías de Priene

Bias (ou Brias) de Priene (em grego:  Βίας ο Πριηνεὺς), filósofo do século VI a.C. é um dos sete sábios da Grécia e, em opinião de muitos, um dos mais destacados. Seus concidadãos o consultavam com frequência acerca de assuntos litigiosos e sempre se negou a empregar o seu talento em proveito da injustiça. Dizia preferir julgar entre inimigos que entre amigos, porque no primeiro caso estava seguro de ganhar, enquanto no segundo perderia.
Um dos exemplos de sua bondade é a lenda que estabelece que pagou um resgate por algumas mulheres que haviam sido capturadas. Depois de educá-las como suas próprias filhas, enviou-as de regresso a Messina, sua pátria.

## Vida
Segundo Diógenes Laércio, Bias era filho de Teutames e nasceu em Priene. Diz Diógenes Laércio que por ocasião da descoberta por pescadores atenienses da trípode de bronze, que continha a inscrição "Ao mais sábio", as virgens dirigiram-se à Assembléia e proclamaram Bias o mais sábio; diante disso a trípode lhe foi entregue, porém ao vê-la afirmou que Apolo era o mais sábio e se recusou a levá-la consigo.
Consta que Bias foi um excelente advogado e que costumava usar a força de sua eloquência na defesa do bem. Bias morreu defendendo um cliente, apesar de já estar muito idoso, e isso é descrito por Diógenes Laércio:
"Acabando de falar ele reclinou a cabeça no colo de seu neto; o advogado da parte contrária fez o seu discurso, os juízes votaram e o veredito foi favorável a Bias; quando as pessoas presentes no Tribunal se levantaram verificou-se que ele estava morto no colo do neto. A cidade proporcionou-lhe um funeral magnífico e mandou gravar as seguintes palavras sobre seu túmulo: "Esta pedra cobre Bias, nascido na nobre terra de Priene e ornamento maior dos iônios"".

## Frases e aforismos
Nos dizeres de Diógenes Laércio, Bias afirmava que ser forte é obra da natureza, porém a capacidade de ser útil à pátria é um dom da alma e da sapiência. Bias teria afirmado também que a abundância de riquezas chega a muitos graças à sorte. Também disse que as pessoas incapazes de suportar o infortúnio eram realmente infortunadas e que desejar o impossível é uma doença da alma, bem como não pensar nos males alheios. Quando uma vez lhe perguntaram o que é difícil, Bias respondeu: "Suportar dignamente as mudanças da sorte para pior". 
Bias afirmou também que preferia decidir uma divergência entre dois inimigos em vez de entre dois amigos, pois no segundo caso ele tinha certeza de que iria transformar um dos amigos em inimigo, enquanto que no primeiro iria fazer de um dos inimigos um amigo.
Dizia também que devíamos amar como se um dia tivéssemos que odiar, pois a maioria das criaturas é má. Como conselhos afirmava: "Sê lento para começar a agir, mas persevera firmemente na ação depois de começar"; "Não fales precipitadamente, pois é sinal de insânia"; "Ama a prudência"; "Admite a existência dos Deuses"; "Não louves um homem indigno por causa de sua riqueza"; "Vence pela persuasão, e não pela força"; "Atribui as tuas boas ações aos Deuses"; "Faze da sabedoria a tua provisão para a viagem desde a juventude até a velhice, pois ela merece mais confiança que todos os outros bens".

## Máximas e preceitos[4]
- A maioria dos homens é perversa
- Levo comigo o que é meu
- A maioria é perversa
- Adolescente, sê ativo; velho, sê sábio
- Aprende a saber ouvir
- Fala sempre com propósito
- Não sejas, nem mau, nem tolo
- O cargo revela o homem
- Persuade pelo bem, e nunca pela força
- Reflita nos teus atos.
- Sê cuidadoso na realização de um projeto e, uma vez iniciado, prossegue sem desfalecimento.
- Vê-te num espelho.